# Selaginella oaxacana
Selaginella oaxacana är en mosslummerväxtart som beskrevs av Antoine Frédéric Spring. Selaginella oaxacana ingår i släktet mosslumrar, och familjen mosslummerväxter. Inga underarter finns listade i Catalogue of Life.